# Werner Kleine (Ruderer)
Werner Kleine (* 4. September 1907 in Welsleben; † 27. Februar 2005 in Geauga County, Vereinigte Staaten) war ein deutscher Ruderer.

## Biografie
Werner Kleine gewann zusammen mit Hans Nickel, Karl Hoffmann, Karl Golzo und Steuermann Alfred Krohn die Goldmedaille im Vierer mit Steuermann beim Deutschen Meisterschaftsrudern 1928. Mit der gleichen Besatzung trat das Boot des Berliner RC Sturmvogel bei den Olympischen Sommerspielen 1928 in Amsterdam an, wo es im Achtelfinale ausschied.
1953 emigrierte Kleine in die Vereinigten Staaten, wo er 2005 im Alter von 97 Jahren in Ohio starb.